# Primera División 1951 (Peru)
In 1951 werd het 39ste seizoen gespeeld van de Primera División, de hoogste voetbalklasse van Peru. Dit was het eerste profseizoen, hiervoor was het een amateurcompetitie.

## Eindstand
| №  | Club                      | WG | W  | G | V  | DV | DT | +/– | Punten |
| -- | ------------------------- | -- | -- | - | -- | -- | -- | --- | ------ |
|    | Sport Boys                | 18 | 13 | 2 | 3  | 63 | 34 | +29 | 28     |
| 2  | Deportivo Municipal       | 18 | 11 | 4 | 3  | 58 | 33 | +25 | 26     |
| 3  | Mariscal Sucre FBC        | 18 | 9  | 2 | 7  | 45 | 40 | +5  | 20     |
| 4  | Alianza Lima              | 18 | 8  | 4 | 6  | 46 | 46 | 0   | 20     |
| 5  | Ciclista Lima             | 18 | 7  | 5 | 6  | 42 | 40 | +2  | 19     |
| 6  | Centro Iqueño             | 18 | 7  | 2 | 9  | 29 | 32 | –3  | 16     |
| 7  | Universitario de Deportes | 18 | 7  | 2 | 9  | 37 | 42 | –5  | 16     |
| 8  | Sporting Tabaco           | 18 | 4  | 6 | 8  | 33 | 43 | –10 | 14     |
| 9  | Atlético Chalaco          | 18 | 5  | 2 | 11 | 29 | 53 | –24 | 12     |
| 10 | Unión Callao              | 18 | 2  | 5 | 11 | 33 | 52 | –19 | 9      |

1912 · 1913 · 1914 · 1915 · 1916 · 1917 · 1918 · 1919 · 1920 · 1921 · 1922 · 1923 · 1924 · 1925 · 1926 · 1927 · 1928 · 1929 · 1930 · 1931 · 1932 · 1933 · 1934 · 1935 · 1936  · 1937 · 1938 · 1939 · 1940 · 1941 · 1942 · 1943 · 1944 · 1945 · 1946 · 1947 · 1948 · 1949 · 1950 · 1951 · 1952 · 1953 · 1954 · 1955 · 1956 · 1957 · 1958 · 1959 · 1960 · 1961 · 1962 · 1963 · 1964 · 1965 · 1966 · 1967 · 1968 · 1969 · 1970 · 1971 · 1972 · 1973 · 1974 · 1975 · 1976 · 1977 · 1978 · 1979 · 1980 · 1981 · 1982 · 1983 · 1984 · 1985 · 1986 · 1987 · 1988 · 1989 · 1990 · 1991 · 1992 · 1993 · 1994 · 1995 · 1996 · 1997 · 1998 · 1999 · 2000 · 2001 · 2002 · 2003 · 2004 · 2005 · 2006 · 2007 · 2008 · 2009 · 2010 · 2011 · 2012 · 2013 · 2014 · 2015 · 2016 · 2017